# Table Rock (Wyoming)
Table Rock es un lugar designado por el censo ubicado en el condado de Sweetwater en el estado estadounidense de Wyoming. En el año 2010 tenía una población de 0 habitantes.

## Geografía
Table Rock se encuentra ubicado en las coordenadas 41°37′27.13″N 108°22′18.84″O / 41.6242028, -108.3719000. Según la Oficina del Censo, la localidad tiene un área total de 17,6 km² (6,8 mi²), de la cual 17,6 km² (6,8 mi²) es tierra y 0 km² (0 mi²) (0.0%) es agua.

### Localidades adyacentes
El siguiente diagrama muestra a las localidades en un radio de 92 kilómetros (57,2 mi) de Table Rock.

## Demografía
En el 2000 la renta per cápita promedia del hogar era de $48.750, y el ingreso promedio para una familia era de $48.750. El ingreso per cápita para la localidad era de $12.775. En 2000 los hombres tenían un ingreso per cápita de $41.000 contra $11.250 para las mujeres. Ninguno de la población estaba bajo el umbral de pobreza nacional.